# DRIVE (SEAMOの曲)
「DRIVE」（ドライブ）は、SEAMOの2枚目のシングル。2005年7月13日にBMG JAPANよりリリースされた。

## 収録曲
全作詞：高田尚輝　
1. DRIVE
作曲：高田尚輝　編曲：DJ 034/Growth/HIKARI
中京テレビ『サルヂエ』エンディングテーマ/中京テレビ『少年チャンプル』エンディングテーマ
2. Honey Honey
作曲：高田尚輝/Growth/DJ 034　編曲：Growth/DJ 034
後にリミックスされた「Honey Honey feat. AYUSE KOZUE」としてシングルが発売。
3. DRIVE（into the SEA MIX）
作曲：高田尚輝　編曲：Growth
4. DRIVE（Instrumental）
5. Honey Honey（Instrumental）